# Юрген Рот
Юрген Рот (нім. Jürgen Roth, 4 листопада 1945, Франкфурт-на-Майні — 28 вересня 2017) — німецький публіцист і кримінальний журналіст. Вважається одним з найвідоміших німецькомовних журналістів-розслідувачів.
З 1971 року Рот видавав книги та телевізійні документальні фільми про організовану злочинність з акцентами на Східну Європу, Туреччину, Німеччину, міжнародний тероризм та торгівлю зброєю. Брав активну в організації контролю за злочинністю бізнесу. Юрген Рот вважав, що організована злочинність глибоко переплетена з економічною системою і що вона є частиною економічного життя Європи. Він також був автором книг про польську катастрофу Ту-154 у Смоленську. У 2001 році написав книгу про Вадима Рабіновича.

## Життєпис
Юрген Рот народився 4 листопада 1945 року у Франкфурті-на-Майні.
У середній школі здобув професію експедитора. У 1968 році він і його дружина прожили рік в Туреччині.

## Смерть
Рот помер після важкої хвороби у вересні 2017 року у віці 71 року.

## Контроверсії
Проти Рота неодноразово подавали судові позови, в тому числі політиками Герхардом Шредером і міністром внутрішніх справ Болгарії Руменом Петковим.
Кілька позовів за наклеп Рот програв, в тому числі з лейпцизьким підприємцем (штраф: 4200 євро) за наклеп на прокурора (нібито взяття хабара). У 2000 році за публікацію неправдивих тверджень у книзі «Die graue Eminenz» в Гамбургському районі Landgericht було заборонено розповсюдження цієї книги та наклали штраф сумою 20 000 німецьких марок для відшкодування збитків. У 1999 році Oberlandesgericht Hamburg засудив Рота та іншу особу до 80 000 німецьких марок відшкодування збитків через телевізійні репортажі.